# 2004年夏季奥林匹克运动会拳击比赛
2004年夏季奥林匹克运动会的拳击比赛从8月14日－8月29日举行，8月26日休息。拳击只有17-34岁的男子选手，共11枚金牌，分为11个不同的重量级别。每场比赛为四轮，每轮两分钟，中间有一分钟休息。每场比赛有五个裁判现场评分，如有三个裁判同意击中就可得分，最高分的选手为胜，比賽場地為佩里斯特里奧林匹克拳擊館。 

## 奖牌榜
| 排名                      | 国家 / 地区               | 金牌 | 銀牌 | 銅牌 | 总计 |
| ------------------------- | ------------------------- | ---- | ---- | ---- | ---- |
| 1                         | 古巴（CUB）               | 5    | 2    | 1    | 8    |
| 2                         | 俄罗斯（RUS）             | 3    | 0    | 3    | 6    |
| 3                         | （KAZ）                   | 1    | 1    | 1    | 3    |
| 3                         | 泰国（THA）               | 1    | 1    | 1    | 3    |
| 5                         | 美国（USA）               | 1    | 0    | 1    | 2    |
| 6                         | 白俄罗斯（BLR）           | 0    | 2    | 0    | 2    |
| 7                         | 埃及（EGY）               | 0    | 1    | 2    | 3    |
| 8                         | 法国（FRA）               | 0    | 1    | 0    | 1    |
| 8                         | 英国（GBR）               | 0    | 1    | 0    | 1    |
| 8                         | 朝鲜（PRK）               | 0    | 1    | 0    | 1    |
| 8                         | 土耳其（TUR）             | 0    | 1    | 0    | 1    |
| 12                        | 阿塞拜疆（AZE）           | 0    | 0    | 2    | 2    |
| 12                        | 德国（GER）               | 0    | 0    | 2    | 2    |
| 12                        | 韩国（KOR）               | 0    | 0    | 2    | 2    |
| 12                        | （UZB）                   | 0    | 0    | 2    | 2    |
| 16                        | 保加利亚（BUL）           | 0    | 0    | 1    | 1    |
| 16                        | 中国（CHN）               | 0    | 0    | 1    | 1    |
| 16                        | 意大利（ITA）             | 0    | 0    | 1    | 1    |
| 16                        | 罗马尼亚（ROU）           | 0    | 0    | 1    | 1    |
| 16                        | 叙利亚（SYR）             | 0    | 0    | 1    | 1    |
| 总计（共20个国家 / 地区） | 总计（共20个国家 / 地区） | 11   | 11   | 22   | 44   |

## 各项成绩
| 项目                   | 金牌                                    | 银牌                                    | 铜牌                                  |
| 次蝇量级（48公斤）     | Yan Bartelemí · 古巴（CUB）             | 阿塔金·亚尔琴卡亚 · 土耳其（TUR）       | 邹市明 · 中国（CHN）                  |
| 次蝇量级（48公斤）     | Yan Bartelemí · 古巴（CUB）             | 阿塔金·亚尔琴卡亚 · 土耳其（TUR）       | 谢尔盖·卡扎科夫 · 俄罗斯（RUS）       |
| 蝇量级（51公斤）       | 尤里奥尔基斯·甘博亚 · 古巴（CUB）       | 热罗姆·托马 · 法国（FRA）               | 福阿德·阿斯兰诺夫 · 阿塞拜疆（AZE）   |
| 蝇量级（51公斤）       | 尤里奥尔基斯·甘博亚 · 古巴（CUB）       | 热罗姆·托马 · 法国（FRA）               | Rustamhodza Rahimov · 德国（GER）     |
| 雏量级（54公斤）       | 吉列尔莫·里贡多 · 古巴（CUB）           | Worapoj Petchkoom · 泰国（THA）         | 阿加西·马马多夫 · 阿塞拜疆（AZE）     |
| 雏量级（54公斤）       | 吉列尔莫·里贡多 · 古巴（CUB）           | Worapoj Petchkoom · 泰国（THA）         | Bahodirjon Sultonov · （UZB）         |
| 羽量级（57公斤）       | 阿列克谢·季先科 · 俄罗斯（RUS）         | 金荣国 · 朝鲜（PRK）                    | 维塔利·泰贝尔特 · 德国（GER）         |
| 羽量级（57公斤）       | 阿列克谢·季先科 · 俄罗斯（RUS）         | 金荣国 · 朝鲜（PRK）                    | 赵石焕 · 韩国（KOR）                  |
| 轻量级（60公斤）       | 马里奥·金德兰 · 古巴（CUB）             | Amir Khan · 英国（GBR）                 | 谢里克·叶廖夫 · （KAZ）               |
| 轻量级（60公斤）       | 马里奥·金德兰 · 古巴（CUB）             | Amir Khan · 英国（GBR）                 | 穆拉特·赫拉切夫 · 俄罗斯（RUS）       |
| 次沉量级（64公斤）     | Manus Boonjumnong · 泰国（THA）         | 尤德尔·约翰逊 · 古巴（CUB）             | 柏里斯·格奥尔基耶夫 · 保加利亚（BUL） |
| 次沉量级（64公斤）     | Manus Boonjumnong · 泰国（THA）         | 尤德尔·约翰逊 · 古巴（CUB）             | 约努茨·格奥尔基 · 罗马尼亚（ROU）     |
| 沉量级（69公斤）       | 巴赫蒂亚尔·阿尔塔耶夫 · （KAZ）         | 洛伦索·阿拉贡 · 古巴（CUB）             | 金贞柱 · 韩国（KOR）                  |
| 沉量级（69公斤）       | 巴赫蒂亚尔·阿尔塔耶夫 · （KAZ）         | 洛伦索·阿拉贡 · 古巴（CUB）             | 奥列格·赛托夫 · 俄罗斯（RUS）         |
| 中量级（75公斤）       | 盖达尔别克·盖达尔别科夫 · 俄罗斯（RUS） | 根纳季·戈洛夫金 · （KAZ）               | Suriya Prasathinphimai · 泰国（THA）  |
| 中量级（75公斤）       | 盖达尔别克·盖达尔别科夫 · 俄罗斯（RUS） | 根纳季·戈洛夫金 · （KAZ）               | 安德烈·迪雷尔 · 美国（USA）           |
| 次重量级（81公斤）     | 安德烈·沃德 · 美国（USA）               | 马戈梅德·阿里普加杰夫 · 白俄罗斯（BLR） | 艾哈迈德·伊斯梅尔 · 埃及（EGY）       |
| 次重量级（81公斤）     | 安德烈·沃德 · 美国（USA）               | 马戈梅德·阿里普加杰夫 · 白俄罗斯（BLR） | 乌特基尔别克·海达罗夫 · （UZB）       |
| 重量级（91公斤）       | 奥德拉尼耶·索利斯 · 古巴（CUB）         | Viktar Zuyev · 白俄罗斯（BLR）          | 穆罕默德·埃尔萨伊德 · 埃及（EGY）     |
| 重量级（91公斤）       | 奥德拉尼耶·索利斯 · 古巴（CUB）         | Viktar Zuyev · 白俄罗斯（BLR）          | 纳赛尔·沙米 · 叙利亚（SYR）           |
| 超重量级（91公斤以上） | 亚历山大·波韦特金 · 俄罗斯（RUS）       | 穆罕默德·阿里·雷达 · 埃及（EGY）        | 米歇尔·洛佩斯·努涅斯 · 古巴（CUB）    |
| 超重量级（91公斤以上） | 亚历山大·波韦特金 · 俄罗斯（RUS）       | 穆罕默德·阿里·雷达 · 埃及（EGY）        | 罗伯托·卡马雷莱 · 意大利（ITA）       |